# Puigverd (Tremp)
El poble de Puigverd (de vegades anomenat Puigverd de Talarn i d'altres Puigverd de Tremp), i en la parla local, en pallarès, pronunciat "Puivert", és un poble del terme de Fígols de Tremp, agregat el 1970 al terme municipal de Tremp. El 1812 havia format ajuntament propi, a partir del desplegament de la normativa derivada de la Constitució de Cadis, però s'hagué d'agregar a Castissent el febrer del 1847, atès que no sobrepassava el nombre mínim de 30 veïns (caps de família) per poder mantenir el seu ajuntament. El 1877 l'Ajuntament de Castissent passà a denominar-se Eroles, amb capitalitat en aquell poble, i el 1940 tornà a canviar de cap municipal, que fou Fígols de Tremp, ja fins a l'annexió a Tremp.
Està situat a l'oest de Tremp, a 17,5 quilòmetres, i és accessible per una pista rural asfaltada de poc menys de 5 quilòmetres que arrenca del punt quilomètric 16 de la carretera C-1311, del Pont de Montanyana a Tremp, molt a prop i a ponent de Fígols de Tremp.

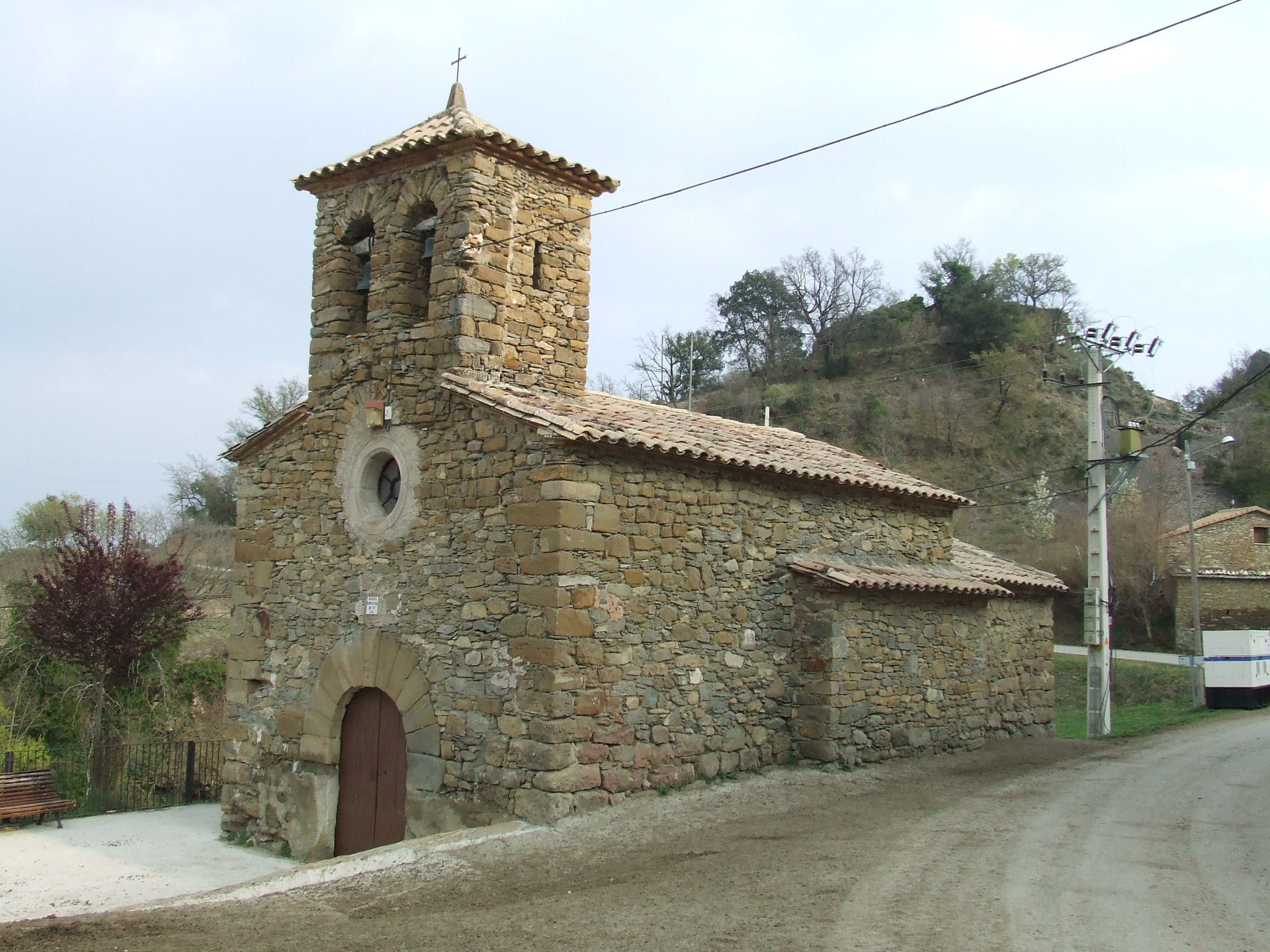
Santa Anna de Puigverd

Pertanyen a Puigverd unes quantes masies dels entorns, entre les quals cal destacar la de Miravet, al sud, amb capella pròpia, la de santa Anna, la Casa Blanca i, sobretot, el despoblat d'Arbul.
L'església de Santa Anna de Puigverd (antigament, de Santa Maria) era parroquial, dins de l'arxiprestat de Tremp, ara anomenat del Pallars, de la diòcesi d'Urgell. Puigverd probablement s'incorporà a la comanda hospitalera de Susterris des de la seua fundació. En les visites priorals d'època moderna sempre es diu que el comanador tenia la plena jurisdicció sobre el lloc i el patronatge de l'església, que era sufragània de la de Palau de Noguera. Més endavant fou parroquial, i en depenien les de Miravet i Arbul. Actualment forma part de l'agrupació de parròquies al voltant de la de Tremp.
A Puigverd hi havia un magnífic molí d'oli (trull), amb embigat de fusta, idèntic al d'Eroles. El 1974 fou traslladat al recinte de la Fira de Barcelona.

## Història
Pascual Madoz inclogué Puigverd de Talarn en el seu Diccionario geográfico... del 1845. S'hi llegeix que Puigverd de Talarn, que havia pertangut a la Comanda de Susterris, és dalt d'un turó a prop i a llevant del Puy del Moro, que l'arrecera del vent de ponent, tot i que està ventilada per tots els altres vents. El clima hi és sa. Constava de 9 cases separades les unes de les altres, una de les quals, anomenada Miravet, és més lluny i al sud que les altres (pot haver-hi una confusió amb la caseria de Miravet, pertanyent a l'antic terme de Mur).
Les terres del seu terme eren considerades en part planes i en part muntanyoses, fluixes i de mala qualitat. S'hi produïa blat, vi i oli, s'hi criaven ovelles i cabres, i hi havia cacera, de conills i perdius, a més de molts llops. Hi havia un molí d'oli. En formaven la població 5 veïns (caps de família) i 27 ànimes (habitants).